# Mycodrosophila minor
Mycodrosophila minor är en tvåvingeart som beskrevs av Bock 1980. Mycodrosophila minor ingår i släktet Mycodrosophila och familjen daggflugor. Inga underarter finns listade i Catalogue of Life.